# Hồng Thái, Việt Yên
Hồng Thái là một phường thuộc thị xã Việt Yên, tỉnh Bắc Giang, Việt Nam.

## Địa lý
Phường Hồng Thái nằm ở phía đông thị xã Việt Yên, cách trung tâm thị xã khoảng 4 km, có vị trí địa lý:
- Phía đông giáp phường Tăng Tiến và thành phố Bắc Giang
- Phía tây giáp phường Bích Động
- Phía nam giáp phường Nếnh
- Phía bắc giáp xã Nghĩa Trung.

Phường Hồng Thái có diện tích 5,90 km², dân số năm 2022 là 15.601 người, mật độ dân số đạt 2.644 người/km².

## Hành chính
Phường Hồng Thái được chia thành 5 tổ dân phố: Đức Liễn, Hùng Lãm 1, Hùng Lãm 2, Hùng Lãm 3, Như Thiết.

## Lịch sử
Địa bàn phường Hồng Thái ngày nay trước đây vốn là xã Hồng Thái thuộc huyện Việt Yên.
Trước Cách mạng tháng Tám năm 1945, địa bàn xã Hồng Thái gồm 3 xã: Hùng Lãm, Như Thiết và Điêu Liễn thuộc tổng Dĩnh Sơn, Yên Dũng.
Ngày 20 tháng 11 năm 1913, tổng Dĩnh Sơn sáp nhập vào tổng Hoàng Mai, Việt Yên và xã Như Thiết thuộc tổng Thiết Sơn, xã Điêu Liễn thuộc tổng Phúc Tằng Yên Dũng thuộc Yên Dũng.
Ngày 1 tháng 5 năm 1917, tổng Phúc Tằng sáp nhập vào tổng Hoàng Mai.
Sau Cách mạng tháng Tám năm 1945, hợp nhất các xã Hùng Lãm, Như Thiết, Điêu Liễn và Thượng Phúc thành xã Kính Ái.
Ngày 2 tháng 5 năm 1949, Ủy ban kháng chiến hành chính Liên khu I ban hành Quyết định số 223/QĐ-UB về việc hợp nhất xã Kính Ái và xã Tăng Long thành xã Hồng Thái, gồm các thôn: Hùng Lãm, Như Thiết, Điêu Liễn, Thượng Phúc, Phúc Long, Phúc Tằng.
Tháng 5 năm 1955, chia xã Hồng Thái thành xã Hồng Thái và xã Tăng Tiến. Theo đó, xã Hồng Thái gồm 3 thôn: Hùng Lãm, Như Thiết và Điêu Liễn; xã Tăng Tiến gồm 3 thôn: Thượng Phúc, Phúc Long và Phúc Tằng.
Ngày 27 tháng 10 năm 1962, Kỳ họp thứ V, Quốc hội khóa II ban hành Nghị quyết về việc hợp nhất tỉnh Bắc Giang và tỉnh Bắc Ninh thành tỉnh Hà Bắc, xã Hồng Thái thuộc huyện Việt Yên, tỉnh Hà Bắc.
Ngày 6 tháng 11 năm 1996, Kỳ họp thứ 10, Quốc hội khóa IX ban hành Nghị quyết chia tỉnh Hà Bắc để tái lập tỉnh Bắc Giang và tỉnh Bắc Ninh, xã Hồng Thái 
thuộc huyện Việt Yên, tỉnh Bắc Giang.
Ngày 11 tháng 12 năm 2013, HĐND tỉnh Bắc Giang ban hành Nghị quyết số 33/NQ-HĐND về việc thành lập 3 thôn mới: Hùng Lãm 1, Hùng Lãm 2, Hùng Lãm 3 trên cơ sở thôn Hùng Lãm.
Ngày 13 tháng 12 năm 2023, Ủy ban Thường vụ Quốc hội ban hành Nghị quyết số 938/NQ-UBTVQH15 về việc thành lập thị xã Việt Yên (nghị quyết có hiệu lực từ ngày 1 tháng 2 năm 2024). Theo đó, thành lập phường Hồng Thái trên cơ sở toàn bộ 5,90 km² diện tích tự nhiên và dân số 15.601 người của xã Hồng Thái.